# Nasir el-Rufai
Nasir Ahmad el-Rufai, född 16 februari 1960 i Daudawa i Nigeria, är en nigeriansk politiker (APC). Mellan 2003 och 2007 var el-Rufai minister för Federal Capital Territory, tillsatt av presidenten. Sedan 2015 är han guvernör i delstaten Kaduna.